# Волейград
Спортивно-учебно-оздоровительный центр «Волей Град» имени Юрия Сапеги — спортивная база Всероссийской федерации волейбола в селе Витязево (город-курорт Анапа, Краснодарский край).

## Проектирование и строительство
В начале 2005 года на встрече руководителей Всероссийской федерации волейбола (ВФВ) с губернатором Краснодарского края Александром Ткачёвым была достигнута договорённость о долевом участии в строительстве площадок для пляжного волейбола в Витязеве. По настоянию генерального менеджера ВФВ Юрия Сапеги первоначальные рамки проекта расширили и на выделенном руководством края участке площадью 4,6 га, расположенном на живописной косе в трёхстах метрах от Витязевского лимана и полукилометре от Чёрного моря, началось возведение волейбольного комплекса для подготовки национальных сборных России по классическому и пляжному волейболу. После скоропостижной смерти Юрия Сапеги главным куратором проекта стал Станислав Шевченко.
До начала возведения спортивных объектов заболоченный участок был загрунтован и поднят на полтора метра. Первая очередь строительства, вступившая в строй весной 2007 года, включала сооружение волейбольного зала на две площадки, площадок для пляжного волейбола, гостиницы на 64 места, а на втором этапе были введены в строй крытый зал для пляжного волейбола, бассейн и гостиница коммерческого назначения. Также проведены работы по сооружению собственного комплекса очистных сооружений, водозаборной скважины, котельной, от основной магистрали к спортивной базе был протянут газопровод, в результате чего объект стал автономным, независимым в коммунальном плане от Анапы. Дальнейшее развитие «Волей Града» направлено на превращение его в многофункциональную спортивно-тренировочную базу для представителей различных игровых и циклических видов спорта.

## Инфраструктура
Спортивно-учебно-оздоровительный центр «Волей Град» включает в себя:
- зал для волейбола с двумя площадками общей площадью 36×48 м при высоте потолка 12,5 м, с возможностью установки сборно-разборных трибун на 700 мест;
- зал для пляжного волейбола с двумя площадками общей площадью 36×48 м, подогревом песка;
- две площадки для пляжного волейбола на побережье Чёрного моря;
- четыре площадки для пляжного волейбола возле комплекса;
- тренажёрный зал;
- открытый бассейн длиной 25 м и глубиной 1,9 м;
- два гостиничных комплекса, коттеджи, президентская вилла.

## Деятельность
«Волей Град» является специализированным центром подготовки мастеров волейбола и пляжного волейбола, с 2009 года здесь проходят учебно-тренировочные сборы национальные команды различных возрастов, а также клубные команды. С появлением спортивной базы в Витязеве волейболисты получили возможность тренироваться в зале, сопоставимом по внутреннему пространству с дворцами спорта, что облегчило переход от тренировочного режима к соревновательному, а у игроков в пляжный волейбол появился крытый зал для проведения тренировок и соревнований в зимний период. Летом в зале для бич-волея устилается паркет и количество игровых площадок для классического волейбола увеличивается до четырёх.
С 2010 года в «Волей Граде» на регулярной основе проводятся международные турниры по пляжному волейболу в закрытом помещении «Русская зима» (в 2011 году соревнование получило статус «сателлита» Европейской конфедерации волейбола) и финалы чемпионата России. В «Волей Граде» базируется клуб «Витязь», спортсмены которого неоднократно становились чемпионами страны по пляжному волейболу, также здесь проводятся отдельные матчи волейбольной Суперлиги с участием женской и мужской команд краснодарского «Динамо», соревнования Всероссийской спартакиады учащихся России.
В 2013 году «Волей Град» принял несколько крупных международных соревнований: отборочный турнир мужского молодёжного чемпионата мира, II турнир юниорских команд памяти Юрия Чеснокова, а с 23 по 28 июля здесь прошёл турнир по пляжному волейболу Anapa Open. Прежде из российских городов соревнования по бич-волею под эгидой Международной федерации волейбола принимали только Москва и Санкт-Петербург.
В «Волей Граде» проходили соревнования по ряду других видов спорта, в том числе Кубок мира по кикбоксингу, международный молодёжный турнир по боксу памяти Николая Павлюкова, Всероссийские юношеские Игры боевых искусств, Кубок России по пляжному футболу, первенство России по дзюдо среди юниоров и юниорок.